# アラムシロ
アラムシロ（Reticunassa festiva）は、ムシロガイ科に属する巻貝の一種で、湾内の潮間帯の砂底にふつうに見られる。

## 形態
貝殻の高さは約15mm以下。外面は黄色味を帯びた灰白色または黒っぽい灰色で、粗い縦肋が粗い螺肋と交差する。螺肋の間の溝は黒褐色の線が描かれる。殻口はやや広く、外唇の内壁に畝状の襞が並ぶ。成貝では軸唇に滑層が少しだけ広がる。軟体についての情報は乏しい。前方に水管を突き出し、一対の触角の根元から少し上に小さい眼がある。足の後端はムシロガイのように２つには割れない。

## 生態
湾内の潮間帯の砂底に生息する。産卵は、1mm程度の卵胞に50個ほどの卵が産みつけられる。胚や幼生の生育に適する水温は15-20℃。エサが乏しい場合は、幼生同士が共食いして栄養源を得る。成貝はアサリなどの死肉を食べる。腐肉の臭いを敏感に検知し、多数が群がって食べる。ヤドカリよりも遠くから腐肉の存在に気づき、前方に水管を突き出しながら急いではって移動する。貝殻はヤドカリに利用される。

## 分布
北海道から南シナ海にかけて。

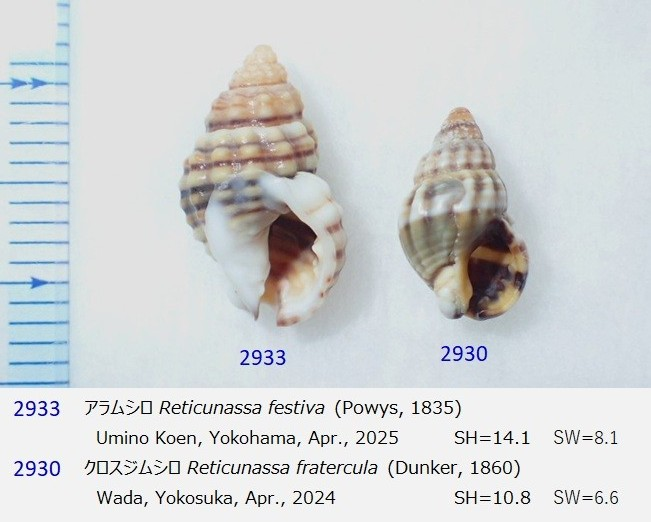
三浦半島のアラムシロとクロスジムシロの貝殻

## 類似の種
- クロスジムシロ　殻高11mmでアラムシロよりも小さめ。縦肋が強く、螺層の下半分に暗い色帯がめぐらされる。磯の岩礫底にも生息する[4]。分布域はアラムシロと同様で、遺伝的にも近縁[1]。

## 人との関係
江戸時代後期の武蔵石壽による目八譜(八巻)では、『荒筵』(あらむしろ)として紹介されている。ムシロガイ類は毒を持つことがあるため、安易に食さないよう注意喚起されている。標本を得るための肉抜きは困難を極める。